# 仮免 (ペトロールズのアルバム)
仮免（かりめん）はペトロールズにとって初のCD音源。4曲入りのミニ・アルバム。
- 2007年4月1日、ライブイベント「激走 亮介街道」が行われた下北沢GARAGEにて150枚限定でリリース。同年5月4日、ライブイベント「MUSIC DAY 2007 10th ANNIVERSARY in SHIMOKITAZAWA」が行われた同ライブハウスにて50枚限定で追加リリース。
- 作詞と作曲は、すべて長岡亮介（ギター、ボーカル）が担当。
- CD盤面のデザインとイラストは河村俊秀（ドラムス）が担当。
- 歌詞カードとディスクジャケットは付いていない。
- 録音スタジオは下北沢にあるKNOCKOUT RECORDING STUDIO。

## 収録曲
| #  | タイトル       | 作詞 | 作曲・編曲 | 時間 |
| -- | -------------- | ---- | ---------- | ---- |
| 1. | 「ホロウェイ」 |      |            | 6:55 |
| 2. | 「O.S.C.A.」   |      |            | 4:32 |
| 3. | 「偏食」       |      |            | 7:06 |
| 4. | 「湖畔」       |      |            | 7:02 |